# Урусов, Таймураз Георгиевич
Таймураз Георгиевич Урусов (1973—1999) — российский борец вольного стиля. Мастер спорта России международного класса.
Воспитанник осетинской школы борьбы, тренеры — Вячеслав Халлаев, Алан Техов, Александр Ортабаев. Представлял город Владикавказ, также в начале 1990-х годов выступал за Узбекистан. На взрослых турнирах выступал в весовой категории до 69 кг. Входил в состав сборной России.
Победитель молодежного Чемпионата мира в Афинах 1993 года в весовой категории до 74 кг в составе сборной Узбекистана. Победитель Международного турнира по вольной борьбе на призы Александра Медведя 1993 года в Минске в категории до 86 кг, победитель турнира в честь двукратного олимпийского чемпиона Ивана Ярыгина 1993 года в Красноярске в категории до 70 кг.
В составе сборной России принимал участие в матче сборная России-сборная Мира 1994 года во Владикавказе.

Погиб в автокатастрофе.